# Маршалловско-микронезийские отношения
Маршалловско-микронезийские отношения — двусторонние дипломатические отношения между Маршалловыми Островами и Федеративными Штатами Микронезии. Обе страны являются ассоциированными государствами, подписавшими Договор о свободной ассоциации.

## История
США помогают этим островным государствам своей иностранной помощью и другими программами. Обе страны являются убеждёнными сторонниками Израиля в Организации Объединённых Наций (ООН). И Маршалловы Острова, и Федеративные Штаты Микронезии поддерживают между собой хорошие отношения, установив их 26 февраля 1987 года.

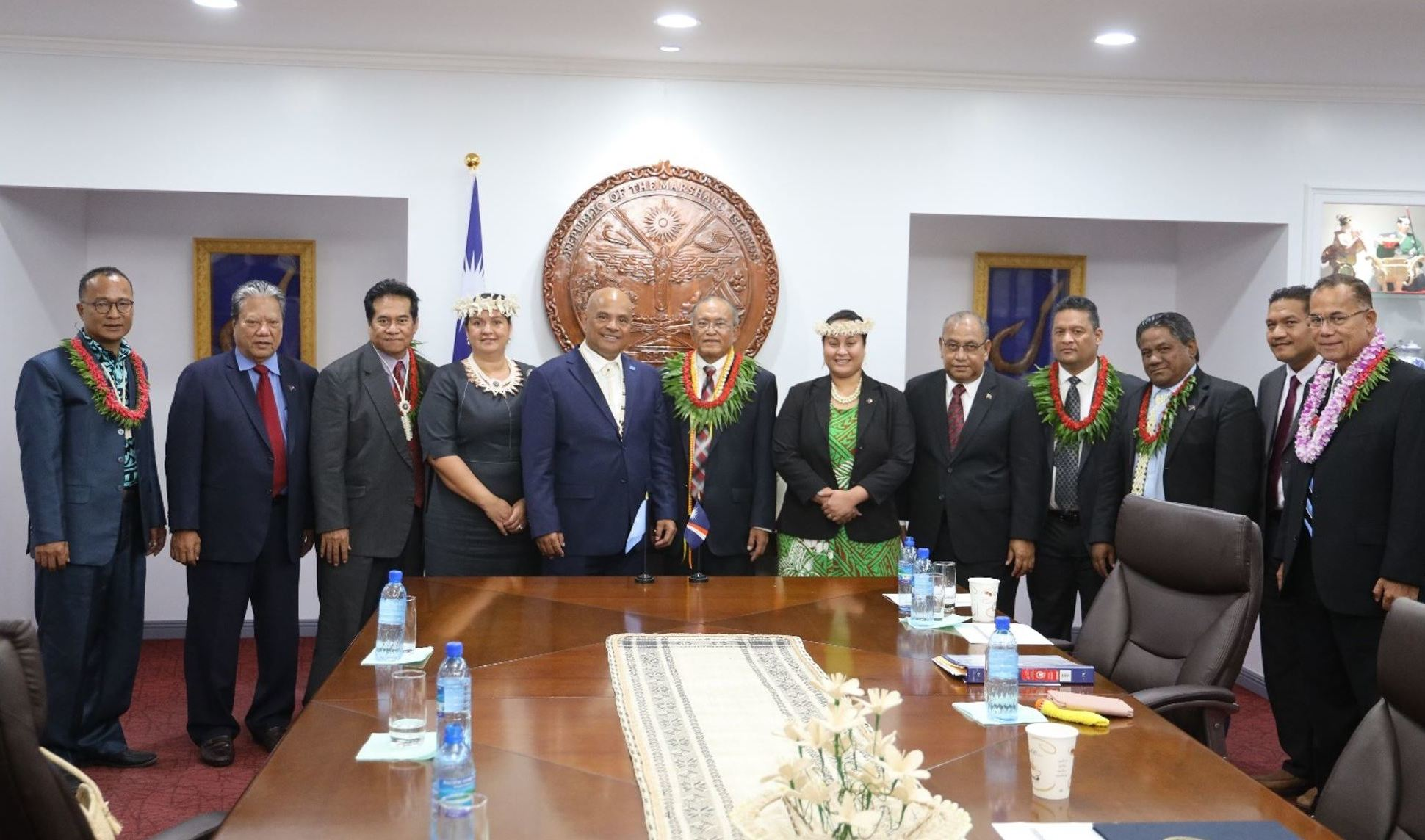
Встреча микронезийской делегации во главе с президентом Федеративных Штатов Микронезии Дэвидом Пануэло с президентом Маршалловых Островов Дэвидом Кабуа. Маджуро, 20 января 2020 года

20 января 2020 года, после окончания инаугурации, ставший президентом Маршалловых Островов Дэвид Кабуа встретился с президентом Федеративных Штатов Микронезии Дэвидом Пануэло. Встреча началась с того, что президент Кабуа отметил, что он и Маршалловы Острова выразили признательность за присутствие президента Пануэло на его инаугурации, отметив, что между странами существуют двусторонние отношения, основанные на общих ценностях.

## Визовая политика
Граждане Маршалловых Островов могут въехать в Федеративные Штаты Микронезии без визы. Граждане Федеративных Штатов Микронезии могут въехать в Маршалловы Острова так же без визы.